# Elham Ibrahim
Elham Mahmoud Ahmed Ibrahim (* 12. Oktober 1950 in Assuan, Ägypten) ist Kommissarin für Infrastruktur und Energie bei der Afrikanischen Union.

## Leben
Ibrahim promovierte an der Universität Kairo im Bereich Elektrotechnik und Kommunikationstechnologie. Sie war unter anderem Unterstaatssekretärin im ägyptischen Energieministerium, Generaldirektorin für Aus- und Weiterbildung bei der New and Renewable Energy Authority (NREA) sowie außerordentliche Professorin in Riad.